# Saison 5 de L'Homme qui valait trois milliards
Pour un article plus général, voir Liste des épisodes de L'Homme qui valait trois milliards.
Cet article présente la liste des épisodes de la Saison 5 de L'Homme qui valait trois milliards.

## Épisodes

### Les Requins -1repartie
- Titre original : Sharks - Part 1
- Durée : 50 minutes
- Épisode no 5-1. Première diffusion aux États-Unis : 11 septembre 1977
- Scénariste : Arthur Weingarten
- Superviseur de production : Allan Balter
- Producteur : Fred Freiberger
- Producteur exécutif : Harve Bennett
- Réalisateur : Alan J. Levi

- Distribution :
  - Lee Majors : Steve Austin
  - Richard Anderson : Oscar Goldman
  - Martin E. Brooks (en) : Docteur Rudy Wells
  - Pamela Hensley : Cynthia Grayland
  - Gregory Walcott : Alex Parker
  - William Sylvester : Amiral Prescott
  - Stephen Elliott : Morgan Grayland
  - Josh Taylor : Capitaine Bob Welbeck
  - John de Lancie : Plongeur
  - Marc Alaimo : Williams
  - Gene Jackson : Walker
  - Frank Whiteman : Arnold Cane
  - Kopi Sotiropulos : Marin
  - David Mark Glicker : Timonier
  - Tim Haldeman : Opérateur hydrophone

- Résumé :

Un nouveau système de détection sous-marine de l'OSI a cessé soudainement de fonctionner. Grâce à l'US Navy, Oscar Goldman bénéficie d'un sous-marin nucléaire pour se rendre sur les lieux, avec Steve Austin et Rudy Wells, afin de réparer discrètement ce système. Alors qu’il approche de sa destination, le sous-marin est victime d'un sabotage et échoue à 90 mètres de profondeur, forçant Steve et l'équipage à évacuer. À bord d’un navire en surface, l’amiral Prescott et Oscar Goldman envoient des plongeurs pour le réparer et le récupérer, mais ils sont encerclés soudainement par des requins qui les forcent à renoncer. En tentant de revenir à bord du sous-marin, Steve est capturé par les hommes de main d'un ancien officier de la US Navy, Morgan Grayland. Sa carrière ruinée depuis sa condamnation en cour martiale, Grayland ambitionne avec l'aide sa fille Cynthia, une experte en biologie marine qui sait commander les requins, de réarmer le sous-marin pour s’en servir à des fins criminelles.
- Commentaires :
  - Pour la première fois dans l'histoire de la télévision Richard Anderson et Martin E. Brooks (en) jouent les mêmes personnages dans deux séries différentes diffusées sur deux réseaux concurrents.
  - Nouvelle style de coiffure, plus long, pour Lee Majors qu'il conservera jusqu'à la fin de la série, ainsi que dans sa prochaine série, L'Homme qui Tombe à Pic.
  - Seconde apparition pour Pamela Hensley (Cynthia Grayland), après avoir joué dans l'épisode de la quatrième saison L'Imposteur.
  - Troisième présence dans la série pour William Sylvester, mais c'est la seconde fois qu'il y interprète l'amiral Prescott, après l'avoir incarné dans l'épisode de la quatrième saison U-509. Sylvester était également apparu dans "Outrage à Balinderry", dans le rôle de Frederick Collins.
  - On peut apercevoir pour la première fois Martin E. Brooks porter la veste en jean qui deviendra l'accessoire de base de Rudy pour la dernière année des deux séries L'Homme qui Valait Trois Milliards' et Super Jaimie.
  - Le sous-marin USS Stingray (en) (SSN-501) a réellement existé mais a servi durant la Seconde Guerre Mondiale sous le matricule SS-186. Il a été décommisonné en octobre 1945, rayé du registre des navires de guerre en juillet 1946 et vendu à la casse l'année suivante. Ce sous-marin a également été utilisé dans la troisième partie de Pour la vie d'Oscar pour lancer Steve et Jaime Sommers à l'assaut du laboratoire du Dr Franklin.
  - La même intrigue de base (un appareil émetteur-récepteur sous-marin saboté, et des requins attirés par des moyens artificiels pour interférer avec les plongeurs réparateurs) est utilisée dans Super Jaimie : Deadly Music.
  - La numérotation du sous-marin est assez fantaisiste, probablement à cause des nombreuses images d'archive utilisées : ce numéro comme par 67 lors de la séquence pré-générique (01 min 25 s), puis il vaut 627 (03 min 40 s) puis 686 (04 min 33 s) au début de l'épisode et enfin 509 lorsqu'on le voit heurter le fond de la mer (8 min 37 s) et pour le reste des séquences sous-marines, le même que celui du U-boat dans U-509.
  - Le petit avion jaune qui largue le bidon au plongeur (03 min 50 s) est le même Ryan Navion que celui utilisé dans Erreur de pilotage.
  - La quantité d'air qui s'échappe du sous-marin est trop importante pour avoir été contenue dans la coque relativement petite ; de toute évidence, il s'agit simplement d'une maquette de sous-marin minuscule à laquelle est fixé un tuyau d'air caché qui alimente en permanence la maquette en air afin qu'elle puisse émettre un flux constant de bulles (07 min 21 s).
  - La profondeur sous le sous-marin quelques secondes avant l'impact est déclarée être de vingt pieds (20 pieds = 6 mètres) , alors que l'image montre le sous-marin dans une eau claire et vide, sans fond visible (08 min 31 s).
  - Au moment de l'évacuation du sous-marin, on peut voir trois hommes se diriger vers le sas d'évacuation (10 min 46 s). Pourtant seuls deux hommes en plus de Steve et du capitaine sortent par la trappe de secours (12 min 08 s). Qu'est-il arrivé au dernier homme ?
  - Dans ce même sas d'évacuation, personne ne porte de masque de plongée (11 min 10 s). Mais lorsque les hommes sortent du sous-marin, ils les portent (12 min 00 s).
  - Lorsque le câble de la cage à requin se rompt (19 min 26 s), il y a un claquement qui résonne comme à l'air libre, alors qu'une rupture de câble sous l'eau ne produirait qu'un bref bruit sourd.
  - Steve dit qu'il n'a pas entendu d'explosion (13 min 50 s), alors qu'il y a une très forte détonation lorsque la bombe explose. Dans un sous-marin aussi petit, il est impossible que personne n'ait entendu la détonation.
  - Lorsque Cynthia attire les requins avec sa lampe torche (14 min 02 s), celle-ci est faiblement éclairée et de manière continue alors que dans le plan suivant, elle utilise une lampe qui clignote fortement et qui s'éteint complètement entre les flashs (14 min 21 s).
  - La différence est notable entre les plans larges (18 min 36 s) où les requins sont des requins blancs très dangeureux et les plans comportant des plongeurs (18 min 29 s) où les requins sont des roussettes, une espèce inoffensive et beaucoup plus petite, reconnaissable à ses deux nageoires dorsales très en arrière sur le corps.
  - Lorsque Cynthia contacte son père, elle utilise un talkie-walkie à bouton-poussoir sans fonction de déclenchement à la voix (VOX). Il est donc impossible que ce dernier ait entendu l'estimation concernant le temps pour installer une direction de remplacement comme il l'affirme (23 min 33 s).

### Les Requins -2epartie
- Titre original : Sharks - Part 2
- Durée : 50 minutes
- Épisode n° 5-2. Première diffusion aux États-Unis : 18 septembre 1977
- Scénaristes : Histoire de Arthur Weingarten, écrit par Fred Freiberger
- Superviseur de production : Allan Balter
- Producteur : Fred Freiberger
- Producteur exécutif : Harve Bennett
- Réalisateur : Alan J. Levi

- Distribution :
  - Lee Majors : Steve Austin
  - Richard Anderson : Oscar Goldman
  - Pamela Hensley : Cynthia Grayland
  - Gregory Walcott : Alex Parker
  - William Sylvester : Amiral Prescott
  - Stephen Elliott : Morgan Grayland
  - John de Lancie : Plongeur
  - Marc Alaimo : Williams
  - Larry Delaney : Ed
  - Michael Horseley : Opérateur radio
  - Tim Haldeman : Opérateur hydrophone

- Résumé :

Steve est toujours prisonnier de Grayland malgré une tentative d'évasion pour sauver Rudy Wells, coincé au fond de l'eau dans une bathysphère. Le chef des hommes de main de Grayland, Parker, se rebiffe contre son patron qu'il trouve trop scrupuleux et fait chanter Steve. Afin de sauver la vie de Rudy, Steve devra aider les pirates à déplacer le sous-marin sans bruit hors de la zone quadrillée par les mines afin de ne pas alerter les navires militaires en surface. Quand Parker impose un ultimatum, Oscar Goldman et l'US Navy semblent n'avoir que deux options : laisser les voleurs s'échapper avec le sous-marin... ou le détruire avant qu'ils n'y parviennent, tuant probablement Steve et Rudy au passage.
- Commentaires :
  - Dans la séquence pré-générique, les paroles d'Alex Parker, le chef des mercenaires : « Vous êtes fous, il fallait l'immobiliser, pas le tuer !  » (02 min 26 s) sont différentes de celles qu'il prononce lors de la première partie : « Austin s'est sauvé, il a pris un équipement à la 3. J'avais dit qu'il fallait le tuer ! ».
  - La version française fait une erreur sur le nom des mines magnétiques lorsqu'Oscar en parle pour la première fois (08 min 00 s) : il évoque les mines NRB-427-C alors que l'Amiral Prescott parle de NPB-427 (08 min 32 s)
  - Conserver un environnement viable à bord d'un sous-marin tient davantage à filtrer le dioxyde de carbone qu'à fournir de l'oxygène. En effet, dans un air contenant 21% d'oxygène, le dioxyde de carbone peut être dangereux dès des concentrations d'environ 3%[1]. Le simple fait de brancher une autre bouteille d'oxygène (44 min 00 s) ne peut pas avoir aidé Rudy Wells, à moins qu'il n'existe à bord de la bathysphère un dispositif de filtration et d'élimination du gaz carbonique.

### Compte à rebours -1repartie
- Titre original : Deadly Countdown - Part 1
- Durée : 50 minutes
- Épisode n° 5-3. Première diffusion aux États-Unis : 25 septembre 1977
- Scénariste : Gregory S. Dinallo
- Producteur : Fred Freiberger
- Producteur exécutif : Lionel E. Siegel
- Réalisateur : Cliff Bole

- Distribution :
  - Lee Majors : Steve Austin
  - Richard Anderson : Oscar Goldman
  - Jenny Agutter : Docteur Leah Russell
  - Philip Abbott : Dave
  - Mills Watson : Edgar Webster
  - Lloyd Bochner : Gordon Shanks
  - Crofton Hardester : Julian Richman
  - Sherry Hursey : Melissa McGrath
  - Martin Caidin : G.H. Beck
  - Larry Duran : Montez
  - William Scherer : Ed Pierce
  - Dave Morick : Agent de sécurité

- Résumé :

Afin de remplacer le "cerveau" informatique d'un dispositif anti-missiles situé en orbite autour de la Terre, Steve Austin est chargé par Oscar d'aller dans l'espace en compagnie du docteur Leah Russell, qui a conçu le nouveau système électronique qu'elle devra relier au satellite. Un certain Gordon Shanks a l'intention de s'emparer de ce nouveau système afin de le revendre au plus offrant. Shanks compte y parvenir en détournant la fusée qui transportera Steve et Leah Russell avec l'aide d'un centre de contrôle pirate. Ayant eu vent d'activités d'espionnage entourant la mission, Oscar convainc la NASA d'avancer la date de décollage de la fusée de quatre jours. Informé de cette décision, Shanks tente de provoquer un accident puis d'éliminer Steve pour retarder la mission, le temps que son centre de contrôle soit opérationnel. Ayant échoué, Shanks fait alors enlever la fille de Dave McGrath, le chef de mission de la NASA, pour forcer ce dernier à saborder la fusée juste avant son décollage...
- Commentaires :
  - Martin Caidin, qui joue le rôle de G.H. Beck, est l'écrivain qui a créé le personnage de Steve Austin dans son roman Cyborg, en 1972.
  - Classique erreur de traduction en version française : « delay » ne signifie pas délai mais retard (06 min 20 s).
  - Une fois encore, les images d'archives sont gérées avec légèreté en ce qui concerne la fusée. Le générique nous montre bien un lanceur Saturn IB (« Saturn B-1 »), ce que confirme les conversations téléphoniques de Dave (03 min 35 s) puis des saboteurs. Toutefois, lorsque Steve marche le long de la fusée avec Dave (6 min 58 s), il s'agit d'un lanceur Saturn V. Retour à un Saturn IB lors de l'entraînement de Leah et Steve (20 min 05 s) et de nouveau un Saturn V lorsque Steve se trouve dans le hangar (22 min 42 s). Enfin, la scène de l'explosion est tirée de l'explosion d'un vieux lanceur Atlas-Centaur des années 1960[2].
  - Lorsque Steve pénètre dans le hangar à fusées, il ne porte pas de casque de chantier bien que des consignes de sécurité soient clairment visibles au sol et que toutes les personnes qu'il croise en portent un (22 min 40 s).

### Compte à rebours -2epartie
- Titre original : Deadly Countdown - Part 2
- Durée : 50 minutes
- Épisode n° 5-4. Première diffusion aux États-Unis : 2 octobre 1977
- Scénariste : Gregory S. Dinallo
- Producteur : Fred Freiberger
- Producteur exécutif : Lionel E. Siegel
- Réalisateur : Cliff Bole

- Distribution :
  - Lee Majors : Steve Austin
  - Richard Anderson : Oscar Goldman
  - Jenny Agutter : Docteur Leah Russell
  - Philip Abbott : Dave
  - Mills Watson : Edgar Webster
  - Lloyd Bochner : Gordon Shanks
  - Sherry Hursey : Melissa McGrath
  - Martin Caidin : G.H. Beck
  - Larry Duran : Montez

- Résumé :

Steve Austin a été gravement blessé à la tête au moment de l'évacuation de la fusée, à la suite de l'annulation de la mission. Webster ayant signifié qu'il ne libérerait pas sa fille Melissa, McGrath avoue à Steve à l'hôpital qu'il est le responsable du sabordage de la mission. Finalement guéri, Steve parvient à convaincre Oscar d'aller lui-même libérer la fille de McGrath et plus rien ne semble devoir contrecarrer la mission spatiale prévue. Sauf que le système de guidage secret de Gordon Shanks est cette fois opérationnel, ce qui va lui permettre de prendre le contrôle de la fusée...
- Commentaires :
  - Seconde et dernière apparition de Mills Watson (Edgar Webster) après avoir joué dans l’épisode de la quatrième saison Un pied en enfer.
  - Troisième et dernière apparition de Lloyd Bochner (Gordon Shanks), encore une fois dans un rôle de méchant comme dans Le Robot et Carnaval d’espions.
  - Après avoir joué dans quelques films cultes comme L’Âge de Cristal, où figurait Farrah Fawcett, mais également Equus, on retrouvera Jenny Agutter (Leah Russell) dans le rôle de la conseillère Hawley de l'Univers Marvel (Avengers et Captain America : Le Soldat de l'hiver) aisni que dans celui de Soeur Julienne de la série S.O.S. Sages-Femmes.
  - Juste avant la prise de contrôle de la fusée, le plan fait un zoom avant pour montrer le bateau, puis un zoom arrière pour montrer la tour portique (37 min 25 s). Mais en regardant attentivement, il apparait que le bateau recule, le remous de l'eau disparaissant à l'arrière du bateau et les vagues reculent également en s'éloignant du rivage. Il est évident que cela a été filmé en zoomant sur le bateau, puis monté en sens inverse. Cette séquence sera réutilisée telle quelle une seconde fois (38 min 37 s).

### Le Scalpeur
- Titre original : Bigfoot V
- Durée : 50 minutes
- Épisode n° 5-5. Première diffusion aux États-Unis : 9 octobre 1977
- Scénariste : Gregory S. Dinallo
- Producteur : Richard Landau
- Producteur exécutif : Lionel E. Siegel
- Réalisateur : Rod Holcomb

- Distribution :
  - Lee Majors : Steve Austin
  - Richard Anderson : Oscar Goldman
  - Geoffrey Lewis : Charlie Wynn
  - Tony Young : Jason O'Neal
  - Ted Cassidy : Le Scalpeur / Bigfoot
  - Katherine De Hetre : Hope Langston
  - Regis J. Cordic : Explorateur de l'espace

- Résumé :

Alors qu'elle faisait des recherches dans la région de San Angelo, l'anthropologue Hope Langston réveille Bigfoot par inadvertance. Elle alerte l'OSI et Steve et Rudy se rendent alors sur les lieux pour le confirmer. Afin de garder le secret sur la véritable origine de la créature, Steve cherche toutefois à convaincre Hope de ne pas la capturer elle-même. Ses partenaires, Jason O'Neal et Charlie Wynn veulent cependant capturer Bigfoot pour leur propre compte et espérent en tirer profit. Bigfoot subit d'atroces souffrances depuis son réveil inopiné qui le rendent imprévisible et incontrôlable, bien qu’il ait reconnu Steve. Steve et Rudy découvrent alors qu'il est en plein processus de mutation pour devenir une créature terrestre pleinement adaptée à l'écosystème de la région, mais que son réveil a stoppé ce processus, ce qui le place en danger de mort...
- Commentaires :
  - Les traits du visage de Hope Langston, son apparence générale et son intérêt pour les primates sont une référence évidente à la célèbre anthropologue et éthologue Jane Goodall.
  - Dans Le retour du scalpeur - 2e partie, Apploy déclare qu’un vaisseau ne viendra pas avant environ un siècle pour les ramener chez eux. Pourtant, Steve affirme dans cet épisode les avoir vu quitter la Terre (07 min 11 s).
  - Un autre épisode où la bionique ne fonctionne pas dans le froid. Même avec sa technologie supposée plus avancée, Bigfoot souffre du même problème.
  - Lorsque Bigfoot roule sur la berge vers la fin de l'épisode, on peut clairement voir le costume se séparer au niveau des chevilles (43 min 55 s).

### Le vent de la mort
- Titre original : Killer Wind
- Durée : 50 minutes
- Épisode n° 5-6. Première diffusion aux États-Unis : 16 octobre 1977
- Scénariste : Gregory S. Dinallo
- Producteur : Richard Landau
- Producteur exécutif : Allan Balter
- Réalisateur : Richard Moder

Distribution :
- Lee Majors : Steve Austin
- Richard Anderson : Oscar Goldman
- Sheila DeWindt : Rhonda
- Adam Roarke : Nash
- James McEachin : Garth
- Fred J. Gordon : Falco
- Madelyn Cain : Jane
- Jim Raymond : Machiniste téléphérique
- Sylvia Walden : Docteur Harriet
- Troy Goudlock : Gary
- Glen Demlinger : Tony
- Brian Scott : Andrew
- Connie Hearn : Anna Lee
- Wina Sturgeon : Journaliste radio

Résumé :
L’avion de Steve Austin et du Dr Rudy Wells est contraint d’atterrir en catastrophe au milieu de nulle part en raison d’une tempête. Parallèlement, trois malfaiteurs sont en fuite après avoir cambriolé une banque. Steve, ignorant qui ils sont, demande de l’aide à l’un d’eux resté seul auprès de leur véhicule accidenté. Pendant ce temps, un groupe de quatre enfants et leur accompagnatrice se retrouvent bloqués dans un téléphérique à cause de la tempête. Steve va venir à leur secours.

### Comme sur des roulettes
- Titre original : Rollback
- Durée : 50 minutes
- Épisode n° 5-7. Première diffusion aux États-Unis : 30 octobre 1977
- Scénariste : Steven E. deSouza
- Producteur : Fred Freiberger
- Producteur exécutif : Allan Balter
- Réalisateur : Don McDougall

Distribution :
- Lee Majors : Steve Austin
- Richard Anderson : Oscar Goldman
- Robert Loggia : Rand Hendricks
- Susanne Charny : Maureen Wright
- Rick Springfield : Niles
- Paul D'Amato : Brady
- Trent Dolan : Jacobs
- Russ Grieve : Entraîneur des Comets
- Gail Bonney : Présidente de l'association caritative
- Ron Ellis : Voiturier

Résumé :
Steve Austin se fait engager comme patineur dans une équipe de roller derby dont l’entraîneur est soupçonné de préparer le vol de documents ultra-secrets au Pentagone pour les revendre à une puissance étrangère.

### Mission lune -1repartie
- Titre original : Dark Side of the Moon - Part 1
- Durée : 50 minutes
- Épisode n° 5-8. Première diffusion aux États-Unis : 6 novembre 1977
- Scénaristes : Histoire de Richard Landau, écrit par John Meredyth Lucas
- Producteur : Richard Landau
- Producteur exécutif : Allan Balter
- Réalisateur : Cliff Bole

Distribution :
- Lee Majors : Steve Austin
- Richard Anderson : Oscar Goldman
- Jack Colvin : Docteur Charles Leith
- Simone Griffeth : Bess Fowler
- Skip Homeier : Ted Harmon
- Bob Neill : Eric
- Quinn Redeker : Frank Tracey
- James Ingersoll : Hal
- Walter Brooke : Docteur Tellman
- Rick Richards : Garde militaire à l'entrée de la base

Résumé :
Un scientifique est persuadé qu’il peut trouver un minerai rare sur la face cachée de la Lune, mais son extraction doit se faire avec des charges nucléaires, ce qui est dangereux pour la Terre. Il désobéit aux ordres de l’O.S.I qui sont de prospecter un astéroïde, et, avec son équipe, se rend sur la Lune à l’insu de tous. Les explosions modifient l’orbite de la Lune, ce qui provoque des catastrophes climatiques sur toute la Terre. Steve Austin décide de se rendre sur la Lune pour voir ce qu’il s’y passe.

### Mission lune -2epartie
- Titre original : Dark Side of the Moon - Part 2
- Durée : 50 minutes
- Épisode n° 5-9. Première diffusion aux États-Unis : 13 novembre 1977
- Scénariste : John Meredyth Lucas
- Producteur : Richard Landau
- Producteur exécutif : Allan Balter
- Réalisateur : Cliff Bole

Distribution :
- Lee Majors : Steve Austin
- Richard Anderson : Oscar Goldman
- Jack Colvin : Docteur Charles Leith
- Simone Griffeth : Bess Fowler
- Skip Homeier : Ted Harmon
- Bob Neill : Eric
- Quinn Redeker : Frank Tracey
- James Ingersoll : Hal

Résumé :
Steve Austin a été fait prisonnier par le Dr Leith et doit travailler pour lui. Sur Terre, la météo est de plus en plus catastrophique. Mais Steve a trouvé en son amie scientifique Bess Fowler une alliée. Il ne lui reste que très peu de temps pour trouver une solution pour neutraliser la bombe nucléaire amorcée.

### Cible: Steve Austin
- Titre original : Target: Steve Austin
- Durée : 50 minutes
- Épisode n° 5-10. Première diffusion aux États-Unis : 27 novembre 1977
- Scénaristes : Donald Gold et Lester Wm. Berke
- Producteur : Richard Landau
- Producteur exécutif : Allan Balter
- Réalisateur : Ed Abroms

Distribution :
- Lee Majors : Steve Austin
- Richard Anderson : Oscar Goldman
- Lynette Mettey : Joan 1/Joan 2
- Quinn Redeker : Frank Tracey
- Curt Lowens : Hellerman
- Ian Abercrombie : 2ème homme du van
- Carl Reindel : Jensen
- Paula Victor :Jessica
- Boris Aplon : Alfred
- Larry Levine : Chauffeur du van

Résumé :
Steve Austin et une agent de l’O.S.I doivent convoyer un échantillon d'une source d'énergie nucléaire ultra-secrète jusqu'à un centre d’essais du sud-ouest américain. Pour effectuer le trajet, ils utilisent un mobile-home et, pour passer inaperçus, font croire qu'ils sont en voyage de noces. Mais un groupe de trafiquants compte bien s’emparer du dispositif pour le revendre à une puissance étrangère.

### Le Projet Cheshire
- Titre original : The Cheshire Project
- Durée : 50 minutes
- Épisode n° 5-11. Première diffusion aux États-Unis : 18 décembre 1977
- Scénariste : John Meredyth Lucas
- Producteur : Fred Freiberger
- Producteur exécutif : Allan Balter
- Réalisateur : Richard Moder

Distribution :
- Lee Majors : Steve Austin
- Richard Anderson : Oscar Goldman
- Suzanne Somers : Jenny Fraser
- John Larch : Vail
- Robert Hogan : Hal
- Stanley Waxman : Wilfred Damien
- Barry Cahill : Général Meyers
- Jim Begg : Arthur
- Fred Lerner : Blake
- Terry Leonard : Stoner

Résumé :
Un avion équipé d’un système de furtivité et piloté par une ancienne fiancée de Steve Austin, disparaît au cours d’un essai en vol. Steve enquête pour savoir ce qu’il est advenu de l’avion et de sa pilote.

### Le Cascadeur
- Titre original : Walk a Deadly Wing[réf. nécessaire]
- Durée : 50 minutes
- Épisode n° 5-12. Première diffusion aux États-Unis : 1er janvier 1978
- Scénaristes : Terrence McDonnel et Jim Carlson
- Producteur : Richard Landau
- Producteur exécutif : Allan Balter
- Réalisateur : Herb Wallerstein

Distribution :
- Lee Majors : Steve Austin
- Richard Anderson : Oscar Goldman
- Eric Braeden : Viktor Cheraskin
- Lanna Saunders : Vera Cheraskin
- John Devlin : Edmund Dimitri
- Eddie Fontaine : Frank Sullivan
- Steve Eastin : Ritter
- Thomas W. Babson : 1er personnage
- Craig Rossler : 2e personnage

Résumé :
Un scientifique russe a inventé une arme révolutionnaire qu’il ne veut céder ni aux soviétiques ni aux américains. Il s’enfuit aux États-Unis où il travaille comme pilote dans un cirque volant. Mais les russes détiennent sa femme et le font chanter. Steve Austin est missionné pour essayer de récupérer l'appareil et pour venir en aide au couple, en se faisant passer pour un cascadeur.

### Voyage dans le temps
- Titre original : Just a Matter of Time
- Durée : 50 minutes
- Épisode n° 5-13. Première diffusion aux États-Unis : 8 janvier 1978
- Scénaristes : Histoire de Neal J. Sperling, écrit par Gregory S. Dinallo et Neal J. Sperling
- Producteur : Fred Freiberger
- Producteur exécutif : Allan Balter
- Réalisateur : Don McDougall

Distribution :
- Lee Majors : Steve Austin
- Richard Anderson : Oscar Goldman
- Charles Cioffi : Edward Barris
- Leigh Christian : Donna Hoffman
- Paul Carr : Michael Essex
- John Milford : Général Winston Hayden
- John deLancie : Sergent Chapman
- Blake Marion : Laborantin

Résumé :
Steve Austin est envoyé en mission dans l’espace à bord d’une capsule afin de tester un nouveau comburant. Au moment du retour sur Terre, un dysfonctionnement dans les instruments de bord le font amerrir près d’une île du Pacifique, à 10000 km du lieu prévu, et 6 ans dans le futur. Il est arrêté et accusé d’espionnage pour l’Union Soviétique.

### La Sonde meurtrière -1repartie
- Titre original : Return of Death Probe - Part 1
- Durée : 50 minutes
- Épisode n° 5-14. Première diffusion aux États-Unis : 22 janvier 1978
- Scénariste : Howard Dimsdale
- Producteur : Richard Landau
- Producteur exécutif : Allan Balter
- Réalisateur : Tom Connors III

Distribution :
- Lee Majors : Steve Austin
- Richard Anderson : Oscar Goldman
- Ken Swofford : Dan Kelly
- David Sheiner : Arnold Blake
- Than Wyenn : Ambassadeur Mahmound
- Robert Lussier : Bates
- Marlena Giovi : Sergent Warren
- Jimmy Joyce : Contremaître
- Ken Chandler : Assistant du Dr Rudy Wells

Résumé :
Oscar Goldman et Steve Austin ont affaire à une nouvelle sonde (voir saison 4 épisodes 15 et 16) fabriquée dans un nouvel alliage encore plus résistant que le précédent et volé à l’O.S.I. Elle est radiocommandée et, cette fois-ci, a été créée pour tuer. Les russes prétendent ne pas avoir envoyé cette sonde et accusent les américains de leur en avoir volé les plans. L'ambassadeur d'un pays du Moyen-Orient semble impliqué. Malgré les tentatives de Steve, la sonde reste invincible.

### La Sonde meurtrière -2epartie
- Titre original : Return of Death Probe - Part 2
- Durée : 50 minutes
- Épisode n° 5-15. Première diffusion aux États-Unis : 29 janvier 1978
- Scénariste : Howard Dimsdale
- Producteur : Richard Landau
- Producteur exécutif : Allan Balter
- Réalisateur : Tom Connors III

Distribution :
- Lee Majors : Steve Austin
- Richard Anderson : Oscar Goldman
- Ken Swofford : Dan Kelly
- David Sheiner : Arnold Blake
- Than Wyenn : Ambassadeur Mahmound
- Robert Lussier : Bates
- Marlena Giovi : Sergent Warren

Résumé :
L’ambassadeur étranger fait du chantage à Oscar Goldman : l’arrêt de la sonde meurtrière en échange d’armes nucléaires pour son pays. Des tentatives supplémentaires de Steve pour stopper la sonde échouent. Elle se dirige vers une ville où elle va tout détruire sur son passage et où se trouvent également un centre d’essais nucléaires de l’O.S.I et toutes sortes d’armes. Steve découvre la raison des comportements étranges de la sonde et compte bien s’en servir pour la neutraliser.

### L'Île perdue -1repartie
- Titre original : The Lost Island - Part 1
- Durée : 50 minutes
- Épisode n° 5-16. Première diffusion aux États-Unis : 30 janvier 1978
- Scénaristes : Histoire de Lou Shaw, écrit par Mel Goldberg
- Producteur : Fred Freiberger
- Producteur exécutif : Allan Balter
- Réalisateur : Cliff Bole

Distribution :
- Lee Majors : Steve Austin
- Richard Anderson : Oscar Goldman
- Jared Martin: Torg
- Robin Mattson : Da Nay
- Alf Kjellin : Gerro
- Anthony Geary : Arta
- Terence Burk : Zandor
- Robert Symonds : Jensen
- Stephen Burleigh : Ingénieur Satellite
- Kwan Hi Lim : Docteur Takeuchi
- Don Pulford : Riga
- Paul Deadrick : Ed
- Thomas K. Fujiwara : Pilote du bateau
- Keokeokalae Hughes : Vendeuse
- Tehani G.M.M.C. Galiza : Infirmière

Résumé :
Un satellite de l’O.S.I retombe sur une île où vivent des extraterrestres cachés des Terriens grâce à un champ de force qui rend l’île invisible. Ils ne peuvent se mélanger aux terriens car n’ont pas d’immunité contre les maladies terriennes. Un scientifique, qui avait disparu depuis 20 ans, vit au milieu d’eux. Les radiations du satellite provoquent une mutation génétique chez ceux qui s’en approchent, leur donnant une force surhumaine et un esprit de rébellion. Une partie des extra-terrestres est ainsi transformée et veut prendre le pouvoir. La fille du scientifique, à moitié terrienne, part en bateau à la recherche d’un sérum, mais elle est poursuivie par des rebelles. Son embarcation coule et elle est secourue par Steve Austin.
Commentaire :
À l'origine, cet épisode et le suivant ont été diffusés comme un téléfilm de 2 heures.

### L'Île perdue -2epartie
- Titre original : The Lost Island - Part 2
- Durée : 50 minutes
- Épisode n° 5-16. Première diffusion aux États-Unis : 30 janvier 1978
- Scénaristes : Histoire de Lou Shaw, écrit par Mel Goldberg
- Producteur : Fred Freiberger
- Producteur exécutif : Allan Balter
- Réalisateur : Cliff Bole

Distribution :
- Lee Majors : Steve Austin
- Richard Anderson : Oscar Goldman
- Jared Martin: Torg
- Robin Mattson : Da Nay
- Alf Kjellin : Gerro
- Anthony Geary : Arta
- Terence Burk : Zandor
- Robert Symonds : Jensen
- Stephen Burleigh : Ingénieur Satellite
- Kwan Hi Lim : Docteur Takeuchi
- Don Pulford : Riga
- Paul Deadrick : Ed
- Thomas K. Fujiwara : Pilote du bateau
- Keokeokalae Hughes : Vendeuse
- Tehani G.M.M.C. Galiza : Infirmière

Résumé :
Torg et des rebelles assomment Steve Austin et retournent sur leur île en emmenant Da Nay et le sérum avec eux. Steve parvient à les suivre et à aborder sur l’île. Le camp des extraterrestres est entouré d’un champ de force qui les protège des rebelles, mais celui-ci faiblit de plus en plus car l’énergie commence à manquer. Torg oblige Da Nay à regarder le satellite et elle est transformée. Alors qu’il tente de la délivrer, Steve est fait prisonnier.
Commentaire :
À l'origine, cet épisode et le précédent ont été diffusés comme un téléfilm de 2 heures.

### La Madone byzantine
- Titre original : The Madonna Caper
- Durée : 50 minutes
- Épisode n° 5-17. Première diffusion aux États-Unis : 6 février 1978
- Scénariste : Gregory S. Dinallo
- Producteur : Fred Freiberger
- Producteur exécutif : Allan Balter
- Réalisateur : Herb Wallerstein

Distribution :
- Lee Majors : Steve Austin
- Richard Anderson : Oscar Goldman
- Bibi Besch : La Contesse Lysandra Korischeva
- Len Birman : Chilton Kane
- Bruce Glover : Viktor Bellushyn
- Bob Hoy : Talbot
- Rudy Challenger : Richard Tynan
- Frank Parker : Russell (agent de surveillance)
- Diana Webster : Sous-Secrétaire d'État aux affaires étrangères
- Michael L. McManus : Sims (agent de surveillance)
- Dominic Barto : Boyle
- Jim Nolan : Templeton

Résumé :
Une comtesse et restauratrice d’œuvres d’art lettone aide Steve Austin à récupérer un microfilm caché dans le tableau d’une Madone Byzantine appartenant aux russes. Mais au cours de l’opération, la comtesse remplace le tableau par un faux à l’insu de Steve afin de le vendre à un collectionneur d’art. Steve n’a que 36 heures pour récupérer l’œuvre et la remettre en place avant l’arrivée d’une délégation russe.

### Le Spectre
- Titre original : Dead Ringer
- Durée : 50 minutes
- Épisode n° 5-18. Première diffusion aux États-Unis : 13 février 1978
- Scénaristes : Histoire de Charles Mitchell et Robert I. Holt, écrit par Robert I. Holt
- Producteur : Fred Freiberger
- Producteur exécutif : Allan Balter
- Réalisateur : Arnold Laven

Distribution :
- Lee Majors : Steve Austin
- Richard Anderson : Oscar Goldman
- Linda Dano : Margaret Winslow
- Leonard Stone : 1er homme
- Robert Karnes : Capitaine des pompiers
- Melvin F. Allen : Livreur
- George Peter Wilber : 2e homme

Résumé :
Victime d'une vision spectrale, Steve Austin consulte une parapsychologue. Celle-ci lui explique qu’il s’agit de son esprit échappé de son corps lors de sa période de coma après son accident à la suite duquel il est devenu bionique, et qui menace sa vie.
Commentaire :
Dans cet épisode, on apprend que Steve Austin est mort pendant 52 secondes avant d'être réanimé.

### Rendez-vous avec le danger -1repartie
- Titre original : Date with Danger - Part 1
- Durée : 50 minutes
- Épisode n° 5-19. Première diffusion aux États-Unis : 20 février 1978
- Scénaristes : Histoire de Wilton Schiller et John Meredyth Lucas, écrit par Wilton Schiller
- Producteur : Richard Landau
- Producteur exécutif : Allan Balter
- Réalisateur : Rod Holcomb

Distribution :
- Lee Majors : Steve Austin
- Richard Anderson : Oscar Goldman
- Robert Walker Jr. : Cloche/Bell
- Luke Askew : Banner
- Elaine Giftos : Emily
- Noah Keen : Joe Canton
- Hank Brandt : Fowler
- Robert Hackman : Contremaître
- Nathaniel Christian : 1er coursier
- Bonnie Toman : Gloria
- Eric Lawrence : Garde O.S.I
- Paul Tully : Ralph
- WM. Wheatley : Concierge
- Raymond (Bud) Davis : Pete

Résumé :
Joe Canton, ami de Steve Austin, est soupçonné d’avoir détourné un quart de million de dollars grâce à sa position de directeur des communications de l’O.S.I. Steve pense qu’il est victime d’un complot et que le coupable est peut-être son assistant. Il décide donc de mener son enquête qui le mène à une agence de rencontres où il fait la connaissance de la nouvelle gérante.

### Rendez-vous avec le danger -2epartie
- Titre original : Date with Danger - Part 2
- Durée : 50 minutes
- Épisode n° 5-20. Première diffusion aux États-Unis : 27 février 1978
- Scénaristes : Histoire de Wilton Schiller et John Meredyth Lucas, écrit par Wilton Schiller
- Producteur : Richard Landau
- Producteur exécutif : Allan Balter
- Réalisateur : Rod Holcomb

Distribution :
- Lee Majors : Steve Austin
- Richard Anderson : Oscar Goldman
- Robert Walker Jr. : Cloche/Bell
- Luke Askew : Banner
- Elaine Giftos : Emily
- Noah Keen : Joe Canton
- Hank Brandt : Fowler
- June Dayton : Infirmière en psychiatrie
- James B. Smith : Colonel Sumner
- Jack Lukes : Policier passager
- Vincent Howard : Superviseur téléphone
- WM. Wheatley : Concierge
- Sal Ponti : Urgentiste
- Millie Berg : Infirmière

Résumé :
Steve Austin échappe de justesse au tueur à gages qui devait l’éliminer mais il est blessé à la tête. Il est hospitalisé mais son identité est modifiée par l'ordinateur qui est devenu indépendant et qui se débarrasse de tous ceux qui se mettent en travers de son chemin. Steve se retrouve interné dans un service psychiatrique. Affaibli par le traitement, il va devoir ruser pour s'échapper, avec l'aide d'Emily.

### Opération double-jeu
- Titre original : The Moving Mountain
- Durée : 50 minutes
- Épisode n° 5-21. Première diffusion aux États-Unis : 6 mars 1978
- Scénariste : Stephen Kandel
- Producteur : Fred Freiberger
- Producteur exécutif : Allan Balter
- Réalisateur : Don McDougall

Distribution :
- Lee Majors : Steve Austin
- Richard Anderson : Oscar Goldman
- John Colicos : Général Norbukov
- Lisa Farringer : Andrea Mestrova
- George Clifton : Santos
- Paul Coufos : Walter
- Michael Ebert : Erhardt
- Beverly Kushida : Ishihara
- Christian Vance : Sous-officier radio
- Andre Landzaat : Officier de l'OTAN
- Keith Langsdale : Mishkin

Résumé :
Des terroristes utilisent un lance-missiles volé aux Russes et l’un des six missiles volés aux Américains pour détruire un char téléguidé de l’Otan pendant un essai sur une base en Europe de l’Ouest. Steve Austin a pour mission de retrouver les armes et d’arrêter le chef terroriste. Les Russes ont la même idée et envoient une femme officier du KGB sur l’affaire. Oscar propose au général soviétique de s’allier pour retrouver les armes et capturer le terroriste. Les deux agents vont devoir travailler ensemble, mais l'officier russe ignore que Steve est responsable de la mort de son père deux ans auparavant.